# 馬良
馬良（187年—222年），字季常，荊州襄陽宜城（今湖北宜城）人，三國蜀漢時期是劉備的侍中；因在馬氏兄弟五人中，眉中带白毛，能力也是最出色，所以有馬氏五常，白眉最良的贊譽。

## 生平

### 貞實輔協
馬良家中兄弟五人，皆有才能、名氣。劉備佔領荊州之後，徵辟他為從事。211年，劉備入益州幫助劉璋，後來雙方決裂。214年，諸葛亮等人也率軍入益州，於是馬良與關羽同守荊州。雒城攻破後，馬良曾書信給諸葛亮：「聞雒城已拔，此天祚也。尊兄應期贊世，配業光國，魄兆遠矣。夫變用雅慮，審貴垂明，於以簡才，宜適其時。若乃和光悅遠，邁德天壤，使時閑於聽，世服於道，齊高妙之音，正鄭、衛之聲，並利於事，無相奪倫，此乃管絃之至，牙、曠之調也。雖非鍾期，敢不擊節！」信中更尊諸葛亮為兄。

### 招納蠻夷
後來劉備任命馬良為左將軍掾。不久出使東吳，馬良寫信道：「寡君遣掾馬良通聘繼好，以紹昆吾、豕韋之勳。其人吉士，荊楚之令，鮮於造次之華，而有克終之美，願降心存納，以慰將命。」孫權對他十分尊敬。221年，劉備稱帝，任命馬良為侍中。同年，劉備出兵攻打東吳，馬良奉命到武陵招降五溪蠻，結果多數蠻夷接受蜀漢的官印及封號而歸順，一切都在馬良掌握之中。但不久後劉備惨败於夷陵之戰，馬良亦阵亡。

## 特徵
馬良家中兄弟五人字號均有「常」字，而馬良眼眉中有白毛，才能又在兄弟中最出眾，故鄉里中有「馬氏五常，白眉最良」一說。

## 家庭

### 兄弟
- 馬謖，字幼常，馬良之五弟。為蜀漢參軍，後因違反軍令導致丟失街亭，而被諸葛亮斬首。

### 子
- 馬秉，馬良之子。官至騎都尉。

## 評論
- 諸葛亮：“姜伯約忠勤時事，思慮精密，考其所有，永南、季常諸人不如也。其人，涼州上士也。”

《三國志》評曰：「董和蹈羔羊之素，劉巴履清尚之節，馬良貞實，稱為令士，陳震忠恪，老而益篤，董允匡主，義形於色，皆蜀臣之良矣。」
鄉中諺語：「馬氏五常，白眉最良。」
楊戲的《季漢輔臣贊》中贊馬季常、衛文經、韓士元、張處仁、殷孔林、習文祥：「季常良實，文經勤類，士元言規，處仁聞計，孔休、文祥，或才或臧，播播述志，楚之蘭芳。」

## 艺术形象

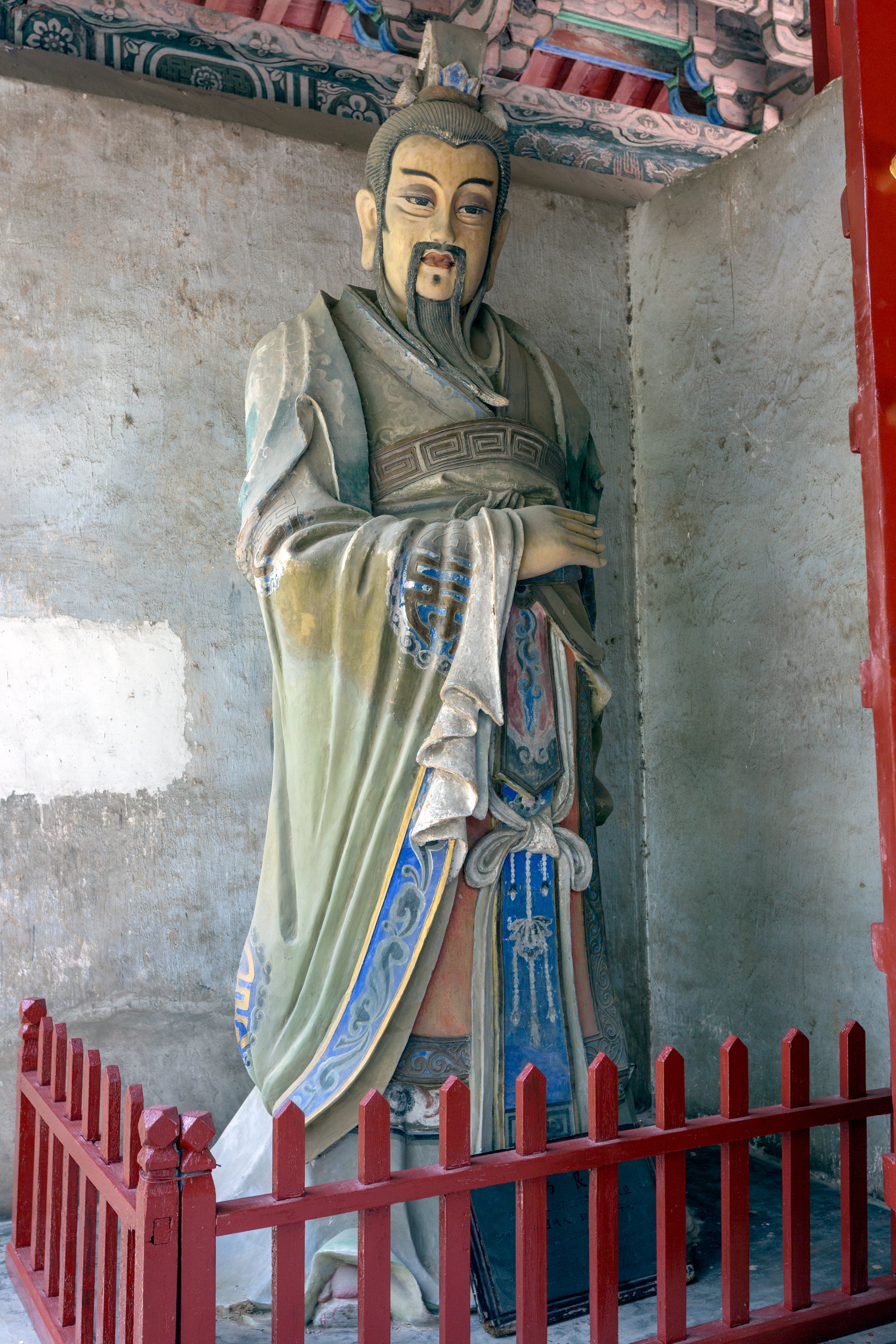
許昌關帝廟馬良塑像

### 三國演義
在小說中，劉備為荊州牧的時候，向伊籍商討長久計劃，伊籍認為要請教賢士才可知道荊襄之策，并導出荊州當地有名氣的馬氏五常“馬良”和“馬謖”。及後劉備以禮相待，讓馬良到此商討。馬良認為：“荊襄此地四面都是敵人，難以守備。可令劉琦在這裡養病，並且表他為荊州刺史，穩定人心，及後派舊部鎮守這裡。然後攻取武陵、長沙、桂陽、零陵四郡，錢糧屯積收取，以此為根本，這就是長遠的計劃。”劉備又問馬良應該從哪個郡首先攻取？馬良回答：“湘江以西的零陵比較近，可先攻取；其次是武陵，再取襄江東邊的桂陽，最後才是長沙。”劉備聽罷，令馬良為從事，伊籍為副，并令關羽鎮守荊州。之後劉備攻下零陵，派趙雲先取桂陽，再派張飛取武陵，兩線同時攻取。
劉備攻成都，守荊州的諸葛亮派馬良送書信給劉備過目。劉備打開，看到諸葛亮説夜觀星象，將有一星隕落。看罷，讓馬良先回荊州。龐統之後在落鳳坡陣亡，劉備召諸葛亮，令馬良等人輔佐關羽。劉備拿下益州并自領益州牧，晉升馬良等人。魯肅邀請關羽赴會，馬良認為這次事態緊急，恐怕有異樣，提醒關羽要有準備方可前往。
劉備派費詩到荊州出王旨，命令關羽出征攻取襄陽。關羽以廖化為先鋒，關平為副將，自領中軍，馬良和伊籍為參謀，一同出發征討。關羽攻下襄陽，但攻樊城的時候被曹仁毒箭所傷，只好暫時撤軍，回營醫治。華佗自己撐船來到關羽帳下。關羽手臂疼痛，怕失去軍心，只能跟馬良弈棋。華佗來到便為關羽刮骨療毒，關羽邊療傷邊與馬良下棋。之後關羽攻打樊城，知道荊州失守，被敵方多路夾攻，派馬良和伊籍回成都求援，廖化到上庸向劉封、孟達求援，可惜二人沒有出兵，只好再回成都稟報。馬良和伊籍到達成都急報，廖化也到來求援。
劉備伐吳。馬良掌理文書，一同出征。當張飛死去的消息收到，劉備痛哭，馬良對大臣説：“主公親征，但卻總是落淚，這樣對大軍不利。”出戰伐吳，劉備問新上任的陸遜是何許人，馬良回答：“陸遜雖然是一介書生，但年少多才略。之前襲擊荊州，是這個人的詭計。”劉備大罵陸遜，傳令進兵，馬良勸諫，認為陸遜的才略，不亞於周瑜，不能輕敵。劉備不聽，反嘲諷馬良。及後蜀軍攻取吳軍多個營寨，吳軍因陸遜命令閉門不出，劉備焦躁。馬良説：“陸遜有謀略，能令陛下長途來到這裡攻打，如今夏天，他不打算出擊，是打算靜觀其變，希望陛下觀察過後再作定斷。”馮習說道：“如今夏天炎熱，我軍屯紮在赤火般的地方，取水也非常不方便。”劉備命令把軍隊移入林中避暑，馬良問奏：“如果我軍行動，敵軍趕至，怎麽辦？”雖然劉備自有計策，部下皆賀，但馬良不放心，希望將駐紮地繪製成圖本，問奏在東川各關隘巡視的諸葛亮。劉備傲慢認為自己知道兵法，何須問諸葛亮。馬良認為：“聽取多方面意見可辨別真實，如果依賴單一意見，只會更加不明朗。”劉備應允，并交待繪畫多本派往西川各點，如果有什麽不妥，速來告知。馬良領命出發，到西川後給諸葛亮過目，諸葛亮看罷叫苦，直言氣數已盡，如果火攻必敗。馬良知道後急切想回駐軍，改屯駐紮地，但又問諸葛亮，如果回去後已經被打敗，該如何？諸葛亮認為陸遜不敢追，怕後方的魏軍偷襲。馬良火速回營救兵，但時間太遲，蜀軍大敗。
伐蠻王之時，馬謖披上白衣掛孝，這裡意指馬良已經去世了。

### 影视形象
- 中國中央電視台電視劇《三國演義》（1994年）：王显和、李平、万海丰
- 台灣華視電視劇《關公》（1996年）：李龙吟
- 中國電視劇《三国》（2010年）：吴自千

### 動漫
- 漫畫 火鳳燎原（陳某）: 設定於劉備攻打荆南四郡時登場，

## 延伸阅读
[在维基数据编辑]
 《三國志·卷39》，出自陳壽《三國志》
 在维基共享资源阅览影像